# 东吴镇
东吴镇，是中华人民共和国浙江省宁波市鄞州区下辖的一个乡镇级行政单位。因驻地东吴而得名:73。

## 历史
唐朝时属鄮县，宋、元、明、清时属鄞县阳堂乡，1946年9月设太白乡，部分设鄮源乡，属鄞东区，1949年5月属韩水区，1950年5月改为天童乡、小白乡、东吴乡、画龙乡、涵玉乡，属天童区，1956年撤销天童区，画龙乡并入天童乡，东吴乡和小白乡的小白、河头、军江等村并入涵玉乡，小白乡的沙堰、明堂岙等村划归育王乡，1958年10月原天童区范围设天童人民公社，天童乡为天童管理区，原涵玉乡分为东吴、石山弄2个管理区，1961年6月天童管理区、东吴管理区合并为天童公社，石山弄管理区划归五乡公社，9月恢复天童区，1963年3月天童公社分为天童公社、东吴公社，5月撤销天童区，天童公社、东吴公社改属邱隘区，1983年改为天童乡、东吴乡，1992年5月天童乡、东吴乡合并为东吴镇:73。

## 行政区划
东吴镇下辖以下地区：
东吴社区、东村、南村、西村、北村、小白村、生姜村、天童村、童一村、勤勇村、画龙村、平塘村和三塘村。

## 中国传统村落
2016年12月9日，勤勇村列入第四批中国传统村落。